# Molí de vent de Sant Pere el Gros
Molí de vent de Sant Pere el Gros és una obra de Cervera (Segarra) protegida com a Bé Cultural d'Interès Local.

## Descripció
Es tracta d'un edifici circular, ara utilitzat com a cobert. El seu perímetre recorda al d'una construcció de caràcter defensiu o fins i tot als molins de vent, força abundants en el territori segarrenc en època moderna. Actualment presenta una coberta de teula a doble vessant i dues obertures: la porta d'accés i una finestra a la part superior. La llinda de la porta està realitzada a base de filades de maó, que també en constitueix els brancals. La resta de l'aparell constructiu és de pedra calerenca, formant petits carreuons disposats en filades més o menys uniformes.
(Text procedent del POUM)